# حميد العوضي
حميد العوضي ممثل ومخرج إماراتي ، بدأ مسيرته الفنية عام 2005 .

## أعماله

### المسلسلات
- تحالف الصبار
- دبي لندن دبي

### أفلام
- كيمرة